# Haydeé Boetto
Haydeé Boetto Bárcena (n. Ciudad de México; 10 de agosto de 1972) es una actriz, directora, dramaturga, creadora escénica y gestora cultural de teatro mexicana.

## Trayectoria
Estudió Literatura Dramática y Teatro en la Facultad de Filosofía y Letras de la UNAM. 
Como formación complementaria ha cursado talleres de dirección escénica, técnica del clown, teatro de objetos, voz y dramaturgia con reconocidos maestros de México, España y Argentina.
Se desempeña como actriz profesional desde 1990. Ha participado desde entonces en más de 50 montajes.
Como actriz y directora ha representado a México en el Festival de Charleville, el Shakespeare Festival of Dallas, el International Puppet Theatre Festival de Nueva York, el Festival Internacional de Tolosa, el FIT de Bilbao, la Red Colombia Teatro, el Festival Iberoamericano de Teatro de Cádiz, el Festival de Latin Theatre de Virginia, USA, la Feria Mundial de Shanghai, China, el FIDAE Uruguay, Santiago a Mil, Festival de Caracas, Teatralia-Madrid  y el Festival Iberoamericano de Teatro en Heidelberg, Alemania, entre otros.
Imparte talleres de actuación, improvisación, teatro de objetos y procesos creativos en distintas instituciones, entre ellas la UNAM, la Universidad Pedagógica y el Instituto Nacional de Bellas Artes. Es además, asesora de diversas compañías teatrales del país y autora y adaptadora de una docena de textos teatrales.  
Ha participado en distintas series de radio y TV para Radio UNAM, IMER, TV Azteca, Canal 40 y canal 11, Fox y Netflix. En 2006 fue ganadora de la Bienal Internacional de Radio por Aria de Divertimento. También le fue otorgado el Premio Alas y Raíces en (2011), el premio a actriz revelación por la Asociación Mexicana de Críticos de Teatro (2002) y el premio Pez de Oro (2016). Ha sido nominada a los premios ACPT en 2017 y 2018 y a los premios Metropolitanos de Teatro en 2018. 
En 2008 participó en el programa de improvisación ¿Quién Dijo Yo? de Once TV junto a Alejandro Cuétara, Carlos Aragón, Ricardo Esquerra, Juan Carlos Medellín y Verónica Toussaint. Participó también en el programa Pájaros en el Alambre de Radio UNAM.
Ha sido becaria del Fondo Nacional para la Cultura y las Artes en el programa de Creadores Escénicos con Trayectoria y es directora de la compañía Núbila Teatro. 
Es autora del libro “A Jugar al Teatro” y forma parte de la compilación “¡Qué Niños tan Teatreros!” de editorial SM. 
En 2017 y 2018 fue nombrada Subcoordinadora Nacional de Teatro del INBA y representó a México en el Consejo Intergubernamental de IBERESCENA 2018.
Se desarrolló como subcoordinadora Nacional de Teatro Instituto Nacional de Bellas Artes del 2017 hasta el 2019.
Desde 2019 y hasta junio de 2023, tuvo a su cargo la dirección de Programación Artística del CENART Centro Nacional de las Artes. 
Actualmente es directora general del Centro Cultural Helénico.   

## Televisión
- Paseo de Ángeles
- Los Adioses
- Aquí en la Tierra
- ¿Conoces a Tomás?
- Todo va a estar bien
- Anónima

## Obras de teatro
- Ubú Rey
- La Repugnante historia de Clotario Demoniax
- Sueño de una Noche de Verano
- Zorros Chinos
- El Melancólico
- Don Juan
- La Eva Futura
- Malas Palabras
- Trattaría D’ Improvizzo
- Fotografía en la Playa
- Albertina en Cinco Tiempos
- El Retablo de Maese Pedro
- A la Diestra de Dios Padre
- La Comedia de las Equivocaciones ¡¿Quién te Entiende?!
- Prendida de las Lámparas
- El Narco negocia con Dios
- Los Ingrávidos
- Ricardo lll
- Antígona
- Romeo y Julieta